# Leupung Riwat
Leupung Riwat is een bestuurslaag in het regentschap Aceh Besar van de provincie Atjeh, Indonesië. Leupung Riwat telt 402 inwoners (volkstelling 2010).